# Округ Рудки
Округ Рудки (нем. Bezirk Rudki, Рудецкий уезд, пол. Powiat rudecki) — административная единица коронной земли Королевства Галиции и Лодомерии в составе Австро-Венгрии, существовавшая в 1867—1918 годах. Административный центр — Рудки.
Площадь округа в 1879 году составляла 7,4407 квадратных миль (428,14 км2), а население 55 129 человек. Округ насчитывал 79 населённых пунктов, организованные в 78 кадастровых муниципалитета. На территории округа действовало 2 районных суда — в Рудках и Комарно.
После Первой мировой войны округ вместе со всей Галицией отошёл к Польше.